# Giovanni Simone Comandè
Giovanni Simone Comandè  né à Messine, est un peintre italien de la Renaissance qui a été actif à Messine au XVIe siècle.

## Biographie
Comndé (Cumandeo), Giovanni Simone est le fils du peintre Stefano est né à Messine. Il n'est pas possible de préciser la date precise de naissance que Francesco Susinno (1724) rapporte comme étant environ 1558 ; Hackert (1792), 1588 ; Grosso Cacopardo (1821) et G. La Farina (1840), 1580. Le plus probable, cependant, semble être celle indiqué par Susinno, car une Crucifixion, qui existait dans la cathédrale de Taormina détruite, portait la signature et la date 1595.
Selon les informations il a d'abord étudié les lettres puis étudie l'art de la peinture dans l'atelier du Deodato Guinaccia. Il est alors envoyé, aux frais de l'État, étudier auprès de l'école vénitienne avec Véronèse. De retour à Messine, avec son frère Francesco il fonde un atelier. Il meurt à Messine d'une angine, selon Susinno en 1630 ; selon Grosso Cacopardo en 1633 et selon La Farina en 1626.

## Œuvres
- Martyre de saint Barthélemy (avec son frère Francesco), église Saint-Barthélemy, Messine.
- Mages (avec son frère Francesco), monastère de Basico.